# Franse Senaatsverkiezingen 1995
De Franse Senaatsverkiezingen van 1995 vonden op 24 september 1995 plaats. Het was de twaalfde keer dat een derde van de Senaat werd gekozen tijdens de Vijfde Franse Republiek.

## Verkiezingsprocedure
De Franse Senaat wordt indirect gekozen door middel van kiesmannen (grands électeurs), lokale volksvertegenwoordigers, zoals regionale-, departements-, en (soms) stadsbestuurders (w.o. burgemeesters en wethouders).

## Uitslag
| Groepering                                    | Afkorting | Zetels | Verschil | Percentage |
| --------------------------------------------- | --------- | ------ | -------- | ---------- |
| Union républicains et des indépendants        | URI       | 46     |          |            |
| Socialiste                                    | SOC       | 70     |          |            |
| Union centriste                               | UC        | 59     |          |            |
| Rassemblement pour la République              | RPR       | 94     |          |            |
| Rassemblement démocratique et social européen | RDSE      | 24     |          |            |
| Niet-ingeschrevenen                           | NI        | 8      |          |            |
| Communiste, républicain et citoyen            | CRC       | 15     |          |            |
| Totaal:                                       |           | 321    |          | 100,0 %    |

## Voorzitter
| Afbeelding | Persoon     | Datum van verkiezingen | Opmerking |
| ---------- | ----------- | ---------------------- | --------- |
|            | René Monory | 2 oktober 1995         | herkozen  |